# Rêu sồi
Evernia prunastri, còn được gọi là rêu sồi, là một loài địa y. Nó có thể được tìm thấy ở nhiều khu rừng ôn đới miền núi khắp Bắc Bán cầu. Rêu sồi mọc chủ yếu trên thân và cành của cây sồi, nhưng cũng thường được tìm thấy trên vỏ của những cây rụng lá và lá kim như linh sam và thông. 

## Đặc điểm
Tản của rêu sồi ngắn (dài 3–4 cm) và um tùm, mọc cùng nhau trên vỏ cây để tạo thành những cụm rêu sồi lớn. Tản rêu sồi phẳng và dài hẹp. Chúng cũng có rất nhiều nhánh, giống với hình dạng của sừng hươu nai. Màu sắc của rêu sồi dao động từ xanh lá đến trắng lục nhạt khi khô và xanh ô liu sẫm đến vàng lục khi ướt. Kết cấu của tản thô khi khô và cao su khi ướt. Rêu sồi được sử dụng rộng rãi trong nước hoa hiện đại.

## Sử dụng thương mại
Rêu sồi được thu hoạch thương mại ở các quốc gia Nam Trung Âu và thường được xuất khẩu sang vùng Grasse của Pháp, tại đây các hợp chất hương thơm của rêu sồi được chiết xuất dưới dạng nguyên chất và trích xuất. Những nguyên liệu thô này thường được sử dụng làm chất cố định nước hoa và tạo thành nốt hương cuối của nhiều loại nước hoa. Chúng cũng là thành phần chính của nước hoa nhóm hương Fougère và Chypre. Rêu sồi mọc trên cây thông có mùi nhựa thông rõ rệt.

## Thông tin về sức khỏe và an toàn
Rêu sồi nên tránh với những người có vấn đề về mẫn cảm da đã biết. Việc sử dụng rêu sồi trong nước hoa hiện nay bị hạn chế rất nhiều bởi các quy định của Hiệp hội Nước hoa Quốc tế và nhiều hương thơm đã được cải cách trong những năm gần đây với các hóa chất khác thay thế cho rêu sồi.

## Hình ảnh

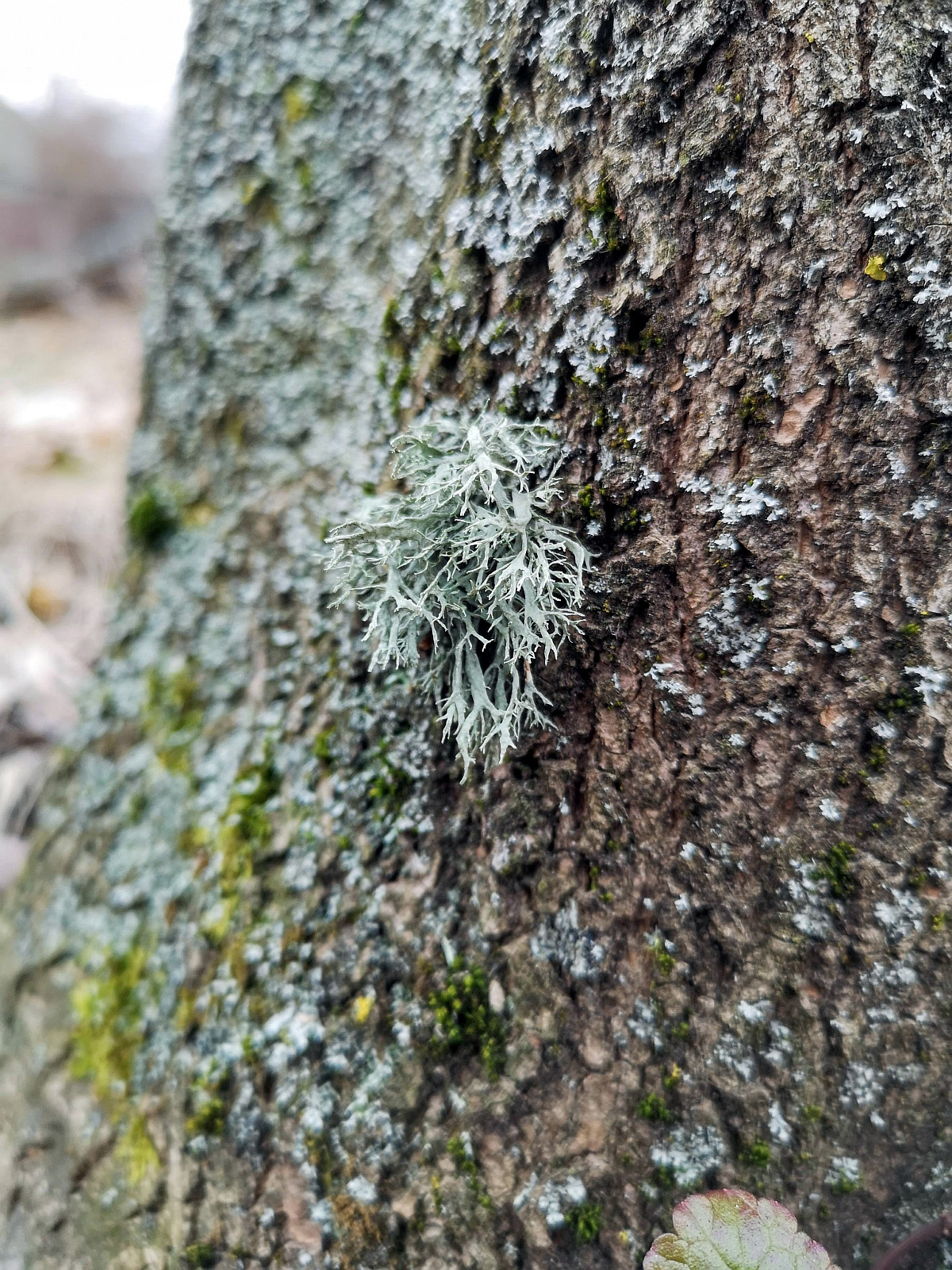
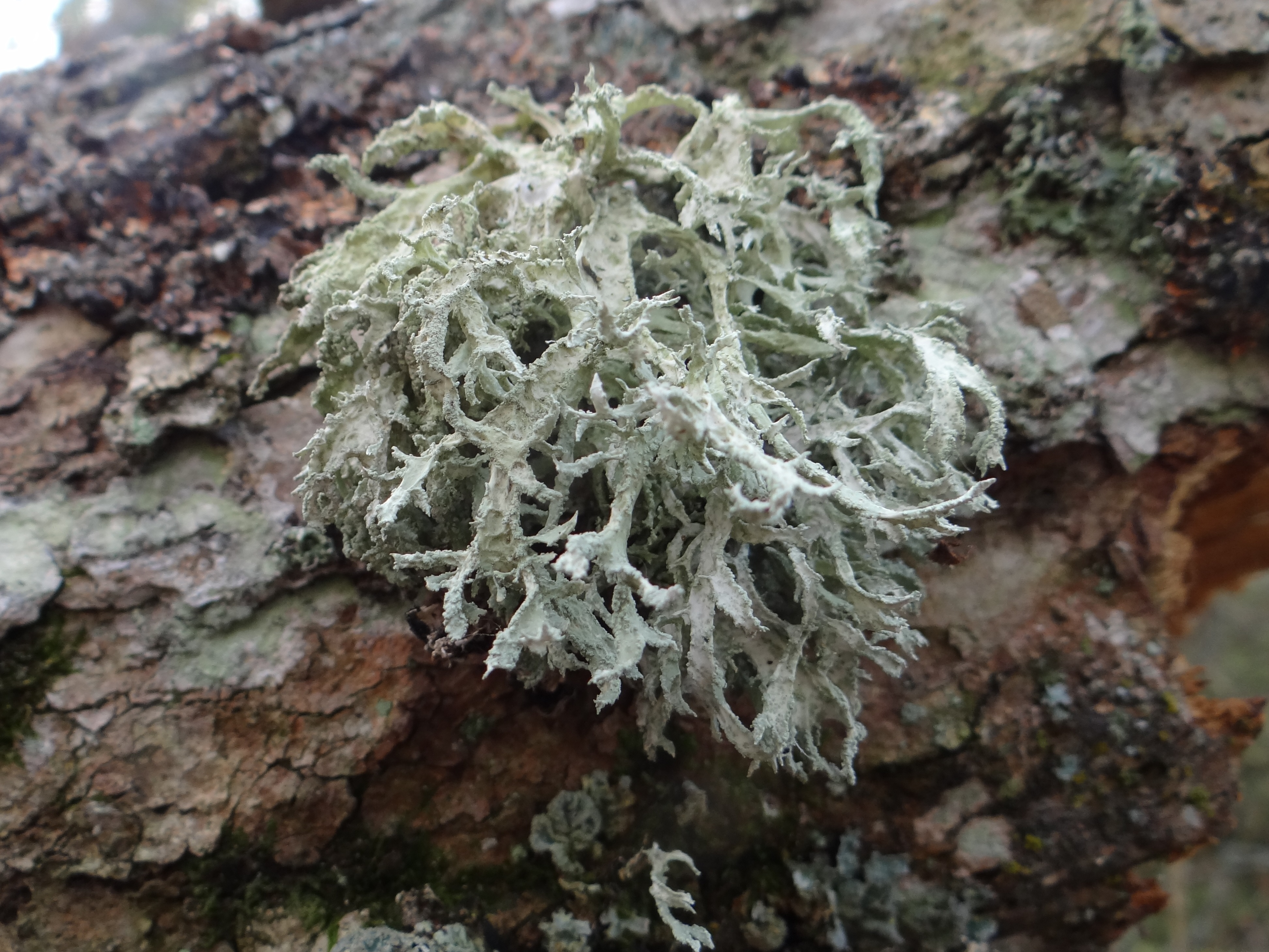
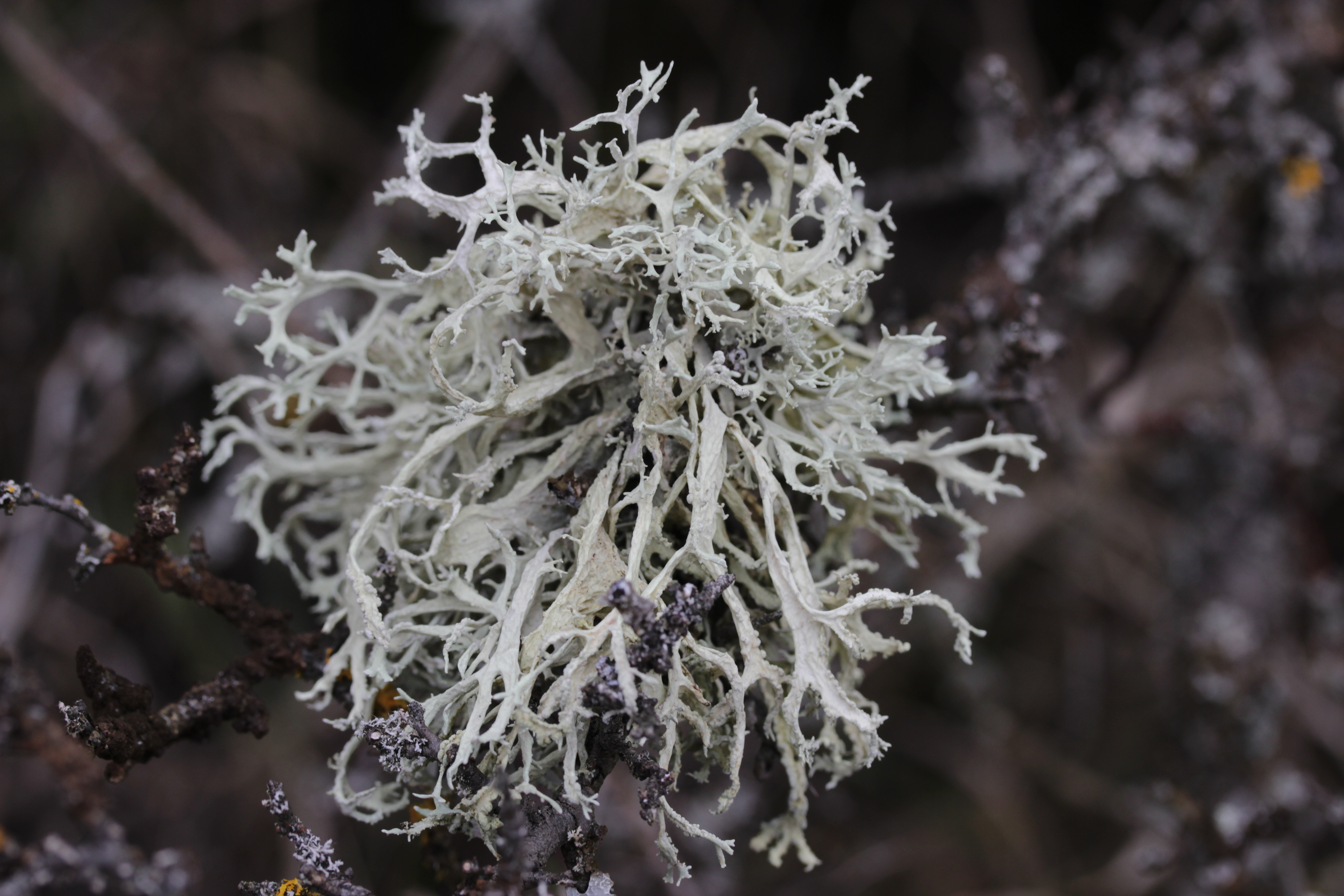
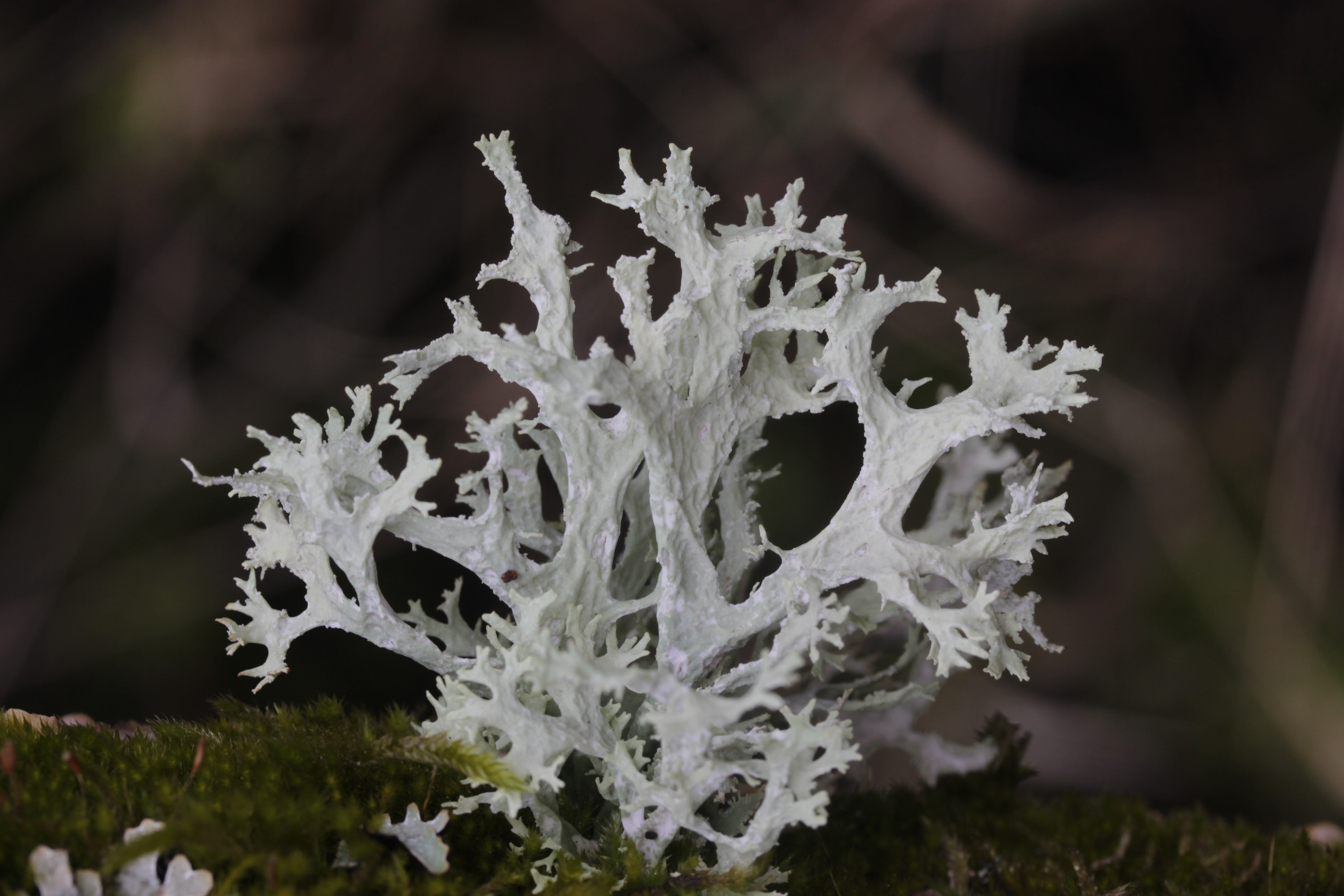
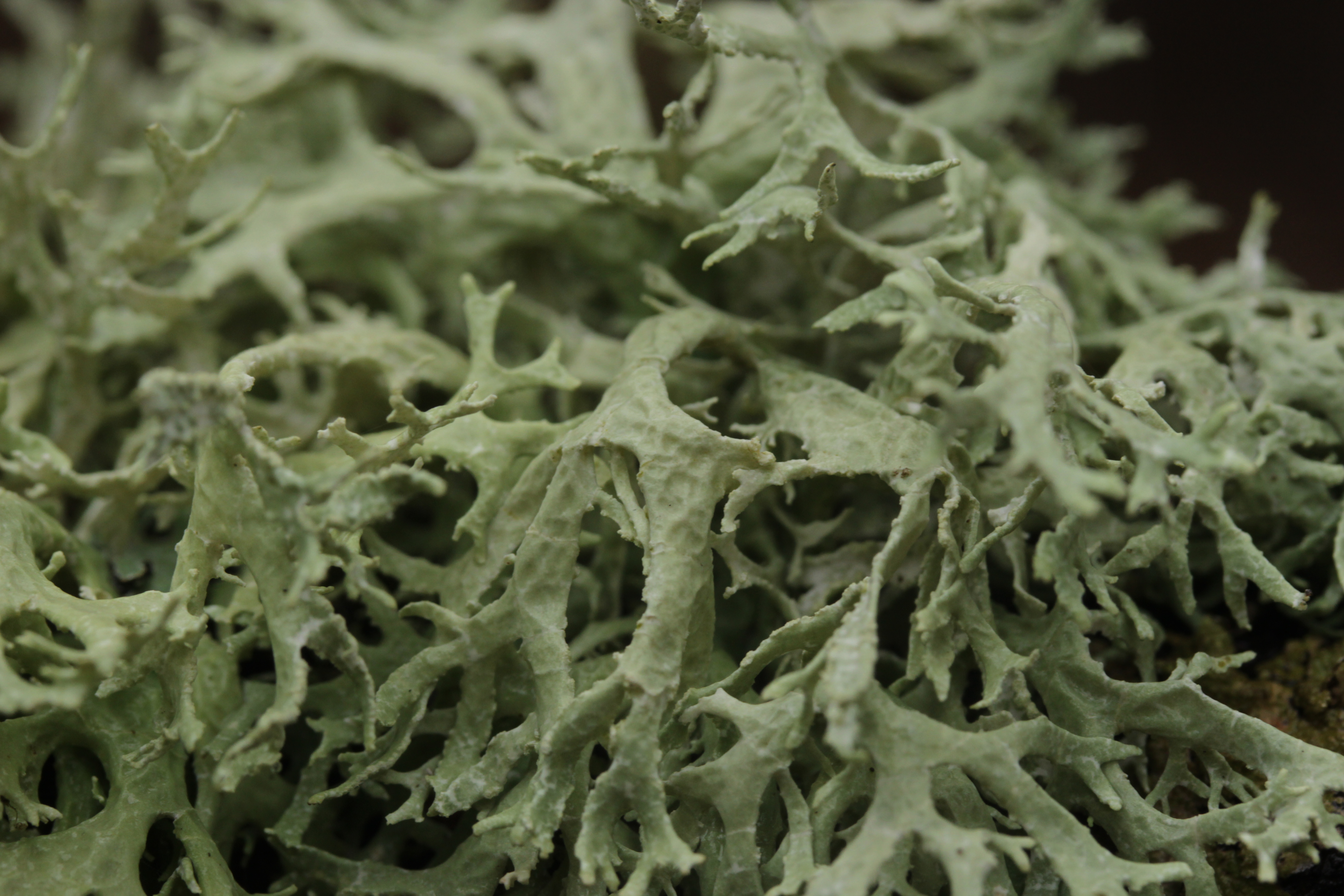